# Pantalla de la muerte
La pantalla de la muerte o pantalla azul (o de otro color) de la muerte es una falla de los sistemas operativos (ejemplo: Windows), teléfonos móviles, arcades u otro aparato tecnológico en donde se detiene un progreso debido a un error de diseño. 
Los videojuegos, al igual que cualquier software de computadora, pueden sufrir errores. Un error en un videojuego no es necesariamente una pantalla de la muerte, de ser una, el error debe ocurrir siempre en el mismo punto en el juego y debe impedir que éste continúe. Si bien casi cualquier tipo de error podría causar este tipo de comportamiento, la causa más común son simples descuidos por parte de los programadores del juego, como un desbordamiento de enteros del nivel del contador.
Las pantallas de la muerte eran mucho más comunes durante la Edad de Oro de la Sala de Juegos. Juegos de esta época fueron escritos a menudo pensando en que el jugador dejara de jugar mucho antes de que los límites numéricos del código del juego se alcancen, la mayoría de los juegos de este período fueron escritos con la intención de continuar hasta que los jugadores perdieran toda su vida. Además, el hardware limitado de estas primeras máquinas a menudo significa que los programadores no podían pasar de la memoria, sobre los controles lógicos del estado del juego.

## Pantallas de muerte detectadas
- BSOD (Pantalla azul): vista en Windows y en arcades basadas en PC.
- BlSOD (Pantalla negra): vista en algunos sistemas y consolas.
- GSOD (pantalla verde): vista en algunas versiones de Xbox 360. En la versiones Insider de Windows 10 y Windows 11 actua como una Pantalla Azul de la Muerte.
- RSOD (Pantalla roja): vista en algunos sistemas.
- WSOD (Pantalla blanca): vista en algunos sistemas, teléfonos móviles y consolas.
- Kill Screen: vista en algunas arcades.
- Kernel panic (falla en el Kernel): vista en sistemas Linux a partir del Unix.
- Divided Screen (pantalla dividida): Vista en 1.er Pacman.

## Notables pantallas de la muerte en arcade

### Dig Dug
En la versión que funciona con monedas de Dig Dug, el juego termina en el nivel 256 (alrededor de 0), ya que este nivel es esencialmente una pantalla de la muerte injugable. Al comienzo del nivel, un enemigo se coloca directamente encima de donde el jugador comienza de tal forma que no se puede acabar con el enemigo.

### Pac-Man
Pac-Man tiene la pantalla de la muerte más famosa a menudo se conoce como pantalla Pac-Man Bomb (o pantalla dividida). El contador de nivel del juego es de solo 8 bits y por lo tanto, podría almacenar sólo 256 valores distintos (0-255). Al alcanzar el nivel de 256 esto hace que el contador que se utiliza mientras dibuja la fruta de desbordamiento pase a cero, causando que se dibuje 256 frutas y siete espacios en blanco. Sin embargo, se repara con un parche.

### Donkey Kong
En Donkey Kong también aparece una pantalla de la muerte en la etapa 22, y 117a (85 en la versión japonesa). Este es un ejemplo de una pantalla de muerte que no se debe a un desbordamiento de entero en un contador de nivel (ya que los programadores previnieron esto), pero hubo un descuido diferente por parte de los diseñadores. La cantidad de tiempo permitido para dado se determina mediante algoritmos durante el juego por el nivel en que se está jugando. El temporizador se calcula 100 × (10 × (nivel + 4)), y tiene un valor máximo de 8000. Cuando el llega al nivel 22, el juego mide 100 × (10 × (22 +4):), o sea, 260 × 100. Sin embargo, el contador de 8 bits no permite alcanzar más de 256, lo que significa el juego calcula 4 × 100. Esto hace que el contador establezca un tiempo muy corto de apenas siete segundos para que el jugador complete el nivel, simplemente no hay suficiente tiempo para completar el nivel. Steve Wiebe, un competidor de Redmond, Washington, alcanzó esta pantalla cuando intento romper el récord de la mejor puntuación de Billy Mitchell's (quien tenía el récord mundial) en G4TV en el E3 2009. Steve Wiebe fue el primero en mostrar la pantalla de la muerte por televisión en vivo.